# Diolenius
Diolenius is een geslacht van spinnen uit de familie springspinnen (Salticidae).

## Soorten
De volgende soorten zijn bij het geslacht ingedeeld:
- Diolenius albopiceus Hogg, 1915
- Diolenius amplectens Thorell, 1881
- Diolenius angustipes Gardzińska & Żabka, 2006
- Diolenius armatissimus Thorell, 1881
- Diolenius bicinctus Simon, 1884
- Diolenius decorus Gardzińska & Żabka, 2006
- Diolenius infulatus Gardzińska & Żabka, 2006
- Diolenius insignitus Gardzińska & Żabka, 2006
- Diolenius lineatus Gardzińska & Żabka, 2006
- Diolenius lugubris Thorell, 1881
- Diolenius paradoxus Gardzińska & Żabka, 2006
- Diolenius phrynoides (Walckenaer, 1837)
- Diolenius redimiculatus Gardzińska & Żabka, 2006
- Diolenius varicus Gardzińska & Żabka, 2006
- Diolenius virgatus Gardzińska & Żabka, 2006